# Хёфле, Герман (офицер СС)
Герман Юлиус Хёфле (нем. Hermann Julius Höfle; 19 июня 1911, Зальцбург, Австро-Венгрия — 21 августа 1962, Вена, Австрия) — штурмбаннфюрер СС и начальник главного отдела операции Рейнхард, координировавшего эту операцию с гражданской администрацией польского генерал-губернаторства.

## Биография
Герман Хёфле родился 19 июня 1911 года в Зальцбурге. После посещения народной и городской школы три года учился на автомеханика, после чего работал помощником механика и машиниста на водопроводной станции. Хёфле был водителем такси и через два года открыл собственную таксомоторную компанию.
1 августа 1933 года вступил в австрийское отделение НСДАП и СС (№ 307469). 29 октября 1933 года женился на Берте Дюр (родилась 25 октября 1912 года в Зальцбурге), в браке с которой к концу войны у него родилось четверо детей. Пара близнецов умерла от дифтерии в младенчестве в 1943 году. С 25 мая 1935 по 1 января 1936 года содержался в полицейской тюрьме Зальцбурга за несанкционированную политическую деятельность. В январе 1937 года возглавил роту СС 1/76 и настолько хорошо проявил себя во время погромов 9 ноября 1938 года, что Адольф Эйхман, который непосредственно перед этим возглавил центральное управление по делам еврейской эмиграции в Вене, рекомендовал его гауляйтеру Вены Одило Глобочнику как способного помощника. 22 июня 1938 года он подал заявление о приеме в нацистскую партию и был принят задним числом 1 мая (билет № 6341873).
В феврале и марте 1939 года посещал офицерскую школу СС в Дахау. Во время польской кампании Хёфле служил в 8-м пехотном полку СС. С 10 декабря 1939 и до 1 сентября 1940 года был начальником Немецкой народной самозащиты в Нейсандеце.
1 сентября 1940 года Хёфле был переведен в Люблин для работы на Одило Глобочника, руководителя СС и полиции в Люблине. Глобочник отвечал за строительство укреплений на немецко-советской демаркационной линии. С 1 ноября 1940 года Хёфле руководил лагерем принудительного труда, созданного для этой цели. Позднее его деятельность включала управление имуществом, руководство различными лагерями принудительного труда, создание баз СС и полиции в районе Люблина и помощь в расширении лагеря СС для подготовки «иностранных граждан» в лагере Травники. В Люблине Хёфле жил и работал в казармах Юлиуса Шрека, бывшем колледже Стефана Батория на улице Перацкого 17, на которой находилась штаб-квартира операции Рейнхард.
13 октября 1941 года Глобочник был назначен рейхсфюрером СС Генрихом Гиммлером руководителем операции Рейнхард, Хёфле стал его уполномоченным по окончательному решению еврейского вопроса. Он с самого начала был вовлечен в планирование масштабного убийства евреев в генерал-губернаторстве и отвечал за координацию этой операции по убийству с гражданской администрацией генерал-губернаторства под руководством его главы Ганса Франка, за очистку гетто в генерал-губернаторстве, за координацию и последовательность отправки транспортов в отдельные лагеря уничтожения и за распоряжение имуществом жертв. Для этого в здании на улице Шопена, 27 в Люблине был устроен склад одежды и движимого имущества. В центральной картотеке стоимость драгоценных камней и иностранной валюты тщательно фиксировал штурмбаннфюрер СС Георг Випперн, а одежду, обувь и тому подобное регистрировал Хёфле.
Хёфле обязал лицам, участвовавшим в операции Рейнхард дать клятву хранить тайну и заставил их подписать формуляр, в котором, в частности, говорилось следующее:
Через гауптштурмфюрера СС Хёфле как начальника главного отдела операции Рейнхард при руководителе СС и полиции в Люблине я был проинформирован и подробно проинструктирован о том, что ни при каких обстоятельствах мне не разрешается сообщать устно или письменно лицам, не входящим в круг участников операции Рейнхард, о событиях во время переселения евреев [...] Мне известно, что обязательство сохранять тайну остается в силе даже после моего отстранения от службы.
Операция Рейнхард началась в середине марта 1942 года с уничтожения гетто в Лемберге и Люблине после совместного совещания СС с полицией и гражданской администрацией Люблина 16 марта 1942 года, на котором присутствовал Хёфле. На следующий день 3000 евреев были уничтожены газом в лагере уничтожения Белжец. С мая 1942 года начал действовать лагерь уничтожения Собибор, а с июля 1942 года — Треблинка.
22 июля 1942 года началась «Великая акция» по уничтожению Варшавского гетто, самого большого гетто в Польше . Здесь, а также при эвакуации и транспортировке в лагеря уничтожения из гетто Мелеца, Люблина и Жешува, Хёфле сыграл решающую роль в качестве организатора, который отбирал евреев, пригодных для работы в Люблине, в лагеря принудительного труда, расположенные в этом районе. Он также организовывал прибытие транспортов из концлагеря Терезиенштадт и из Словакии. Он сопровождал Адольфа Эйхмана во время посещения Белжеца и Треблинки.
В штатном расписании штаба руководителя СС и полиции Люблинского округа и союзе с штабом генерала СС в Люблинском округе Хёфле значится под своим № в СС 307469 как уполномоченный по окончательному решению еврейского вопроса. В штатном расписании руководителя СС и полиции Люблинского дистрикта группенфюрера СС Одило Глобочника с 1940 по июль 1943 года Хёфле был указан как руководитель штаба. 20 апреля 1943 года был награжден Крестом «За военные заслуги» 1-го класса с мечами.
В сентябре 1943 года Глобочник был переведен в Триест в качестве высшего руководителя СС и полиции в оперативной зоне Адриатического побережья, а операция Рейнхард закончилась в ноябре 1943 года, однако Хёфле все еще оставался в Люблине и снова участвовал здесь в акции «Праздник урожая», массовом расстреле евреев из лагерей принудительного труда в районе Люблина, проводившемся в течение двух дней.
15 февраля 1944 года был переведён в концлагерь Заксенхаузен и до 7 марта 1944 года служил в охранном батальоне СС. С 8 по 17 марта 1944 года был первым шуцхафтлагерфюрером. 17 марта 1944 был награждён железным крестом 2-го класса. 13 июня 1944 года стал перевозчиком в Войсках СС в главном управлении СС.
После окончания войны 31 мая 1945 года был захвачен в Каринтии близ озера Вайсензе вместе с Одило Глобочником и Эрнстом Лерхом. В последующие два года находился в лагерях для интернированных. 30 августа 1947 года был освобождён из лагеря Вольфсберг в Каринтии и передан Австрии. 30 октября 1947 года был освобожден под залог и вернулся к работе автомеханика в Зальцбурге.
9 июля 1948 года Польша запросила его экстрадицию, после чего Хёфле бежал в Италию, где до 1951 года жил под чужим именем. Хёфле вернулся в Австрию и позже переехал в ФРГ, где недолгое время был информатором службы Корпуса контрразведки армии США. В январе 1961 года был снова арестован в Зальцбурге. Незадолго до начала судебного процесса 21 августа 1962 года Хёфле покончил жизнь самоубийством, повесившись в камере венской тюрьмы.